# IRB-Formel
IRB-Formeln sind im Bankwesen angewandte Formeln, mit denen die Mindesteigenkapitalanforderungen für Kreditrisiken ermittelt werden. Diese Formeln gehören zu einem auf internen Ratings basierenden Ansatz (kurz IRB-Ansatz; Abkürzung aus englisch internal ratings based approach).

## Allgemeines
Die Solvabilitätsverordnung (SolvV) vom Januar 2007 beruhte auf den Eigenkapitalvorschriften von Basel II und enthielt Vorgaben für die Ermittlung der Eigenmittelunterlegung des Kreditgeschäfts von Kreditinstituten. Die regulatorischen Aufgaben der SolvV werden seit Januar 2014 von der Kapitaladäquanzverordnung (englische Abkürzung CRR; Verordnung (EU) Nr. 575/2013 (PDF)) wahrgenommen. Die hierin enthaltenen IRB-Formeln zielen – wie die gesamte CRR – darauf ab, anhand dieser Präsenzindikatoren der Bankenaufsicht eine Möglichkeit zu eröffnen, ein funktionsfähiges Bankwesen und einen stabilen Finanzmarkt zu gewährleisten und damit Insolvenzrisiken von Kreditinstituten anhand standardisierter Formeln rechtzeitig zu erkennen.
Die IRB-Formeln sind nur bei den beiden bankinternen Ratingverfahren anzuwenden. Sie gelten nicht für den IRB-Basisansatz (IRBB), bei dem – mit Ausnahme der Ausfallwahrscheinlichkeit – alle Risikoparameter von der Bankenaufsicht fest vorgegeben sind. Neben dem einheitlichen Umrechnungsfaktor von 0,75 % zur Ermittlung der Ausfallkredithöhe (EaD) und der festen Ausfallverlustquote von 45 % für vorrangig besicherte Forderungen wird die Restlaufzeit im IRB-Basisansatz einheitlich auf 2,5 Jahre festgelegt (Art. 162 Abs. 1 CRR).

## Inhalt
Der auf internen Ratings basierende Ansatz (IRB-Ansatz) ermöglicht den Kreditinstituten einzelne Risikoparameter, die in die bankaufsichtsrechtlichen IRB-Formeln einfließen, aufgrund eigener Datenhistorie oder externer Datenquellen selbst zu ermitteln. Dazu gehören die Ausfallkredithöhe, Ausfallwahrscheinlichkeit und Ausfallverlustquote. Es handelt sich hierbei um hypothetische Größen, die auf stochastischen Wahrscheinlichkeiten beruhen. Dabei liegen folgende Annahmen zugrunde:
- Die Unternehmensrenditen hängen von der Entwicklung eines systematischen und eines unsystematischen Faktors ab,
- eine Insolvenz tritt bei Unterschreitung einer Schwelle für Unternehmensrenditen ein und
- das Kreditportfolio besteht aus einer großen Zahl von Krediten; es ist vollständig granular.

Den IRB-Formeln liegt ein asymptotisches „Ein-Faktor-Asset-Value-Kreditrisikomodell“ (ASRF-Modell) mit einem Zeithorizont von einem Jahr zugrunde. Es baut auf den allgemein für Nichtbanken konzipierten Arbeiten von Oldřich Vašíček mit seinem stochastischen Zinsmodell und Michael B. Gordy auf. Bei diesen Asset Value-Modellen (Unternehmenswertmodellen) wird der Unternehmenswert einer Ausfallschwelle gegenübergestellt. Konkret steht dem Marktwert der Aktiva der Buchwert der Verbindlichkeiten eines Unternehmens gegenüber:
{\displaystyle {\text{Ausfallschwelle}}={\frac {\text{Marktwert der Aktiva}}{\text{Buchwert der Verbindlichkeiten}}}}.
Die Ausfallschwelle ist erreicht, wenn der Marktwert der Aktiva dem Buchwert der Verbindlichkeiten entspricht. Sinkt jedoch der Marktwert unter diese Verbindlichkeiten, so wird das Unternehmen insolvent. 
Den IRB-Formeln liegt ein hieran orientiertes Modell zugrunde, das die standardisierten Renditen der Aktiva eines Kreditnehmers einer Ausfallschwelle gegenüberstellt.  Für die Ausfallwahrscheinlichkeit (Probability of Default) {\displaystyle PD}, mit der die als standardnormalverteilt angenommene Rendite {\displaystyle Y_{i}} unter einem kritischen Wert {\displaystyle D} fällt, gilt
{\displaystyle PD=P(Y_{i}<D)}.
Die Ausfallschwelle ist also {\displaystyle D=G(PD)}, wobei {\displaystyle G} die Inverse der Verteilungsfunktion der Standardnormalverteilung ist. Dabei wird für die Rendite {\displaystyle Y_{i}} angenommen:
{\displaystyle Y_{i}={\sqrt {R}}\cdot X+{\sqrt {1-R}}\cdot e_{i}}.
Hier bildet {\displaystyle X} das systematische Risiko, von dem alle Unternehmen betroffen sind (Konjunktur), und {\displaystyle e_{i}} das unternehmensspezifische Risiko ab. Man kann zeigen, dass wenn {\displaystyle X} und die {\displaystyle e_{i}} standardnormalverteilt sind, dass dann auch die Renditen {\displaystyle Y_{i}} standardnormalverteilt sind und {\displaystyle R} die Korrelation der Renditen ist.
Setzt man eine bestimmte Realisation des systematischen Risikos {\displaystyle X} als Bedingung voraus, dann sind die Renditen und damit die Ausfallereignisse stochastisch unabhängig. Wegen des Gesetzes der großen Zahlen wird dann in einem ausreichend großen Kreditportfolio die relative Häufigkeit von Ausfallereignissen mit der entsprechenden bedingten Ausfallwahrscheinlichkeit nahezu übereinstimmen.
Im IRB-Verfahren wird von einer Realisation des systematischen Risikos {\displaystyle X=G(0{,}001)=-G(0{,}999)} ausgegangen, die nur mit einer Wahrscheinlichkeit von 0,1 % unterschritten wird. Die entsprechende bedingte Ausfallwahrscheinlichkeit gibt also die Häufigkeit von Kreditausfällen an, die nur entsprechend selten überschritten wird. Setzt man diesen Wert des systematischen Risikos in die obigen Formeln ein, dann erhält man:
{\displaystyle P(-{\sqrt {R}}\cdot G(0{,}999)+{\sqrt {1-R}}\cdot e_{i}<G(PD))}
{\displaystyle =P\left(e_{i}<{\frac {1}{\sqrt {1-R}}}\cdot G(PD)+{\sqrt {\frac {R}{1-R}}}\cdot G(0{,}999)\right)}
{\displaystyle =N\left({\frac {1}{\sqrt {1-R}}}\cdot G(PD)+{\sqrt {\frac {R}{1-R}}}\cdot G(0{,}999)\right)}.
Hierbei ist {\displaystyle N} die Verteilungsfunktion der Standardnormalverteilung.
Dies ist der Kern der Formel, die in Artikel 153 und 154 der Kapitaladäquanzverordnung (englische Abkürzung CRR) verwendet wird. Abzuziehen ist der durch die Zinsmarge gedeckte erwartete Verlust. Der Faktor 12,5 neutralisiert sich bei einer Kernkapitalquote von 8 %. Der Faktor 1,06 sollte sicherstellen, dass sich die Eigenmittelanforderungen im Vergleich zu Basel I nicht verringern. In Artikel 153 CRR wird außerdem noch mit einem Laufzeitanpassungsfaktor multipliziert.